# ウラカン・ラミレス
ウラカン・ラミレス（Huracán Ramírez、1926年4月9日 - 2006年11月1日）は、メキシコの元ルチャドール（プロレスラー）。本名はダニエル・ガルシア・アルテアガ (Daniel García Arteaga)。

## 来歴
兄はルディ・ガルシア、弟にデモーニオ・ロッソ、カテドラティコ、甥にエル・マテマティコ（ルディ・ガルシアの子）、ウラカン・ジュニア（デモーニオ・ロッソの子？）。娘の夫はエル・サントの孫のアクセル（ニエト・デ・エル・サント）。
1952年、ルチャ・ムービー「ウラカン・ラミレス」に出演したことがきっかけで、翌年に同名の覆面ルチャドールとしてデビュー。その後 1989年まで制作された同シリーズ 8本の内、1979年までの7本に出演した。フォール技のウラカン・ラナ・インベルティダを編み出したことでも知られる。
メキシコ、中南米、米国などで高い人気を持ち、1975年には新日本プロレスの招聘で来日。シングルでは藤波辰巳に勝利するも、アントニオ猪木には敗れた。1987年に引退。
2006年11月1日、心筋梗塞のため80歳で死去した。

## 獲得タイトル
- NWA世界ウエルター級王座
- メキシコナショナルウエルター級王座 : 3回
- ノーザンミドル級王座